# Philip Gumuchdjian
 (octobre 2017).
Philip Gumuchdjian, né en 1958, est un architecte britannique. Il a notamment participé au Centre Pompidou-Metz